# 葭池温泉前駅

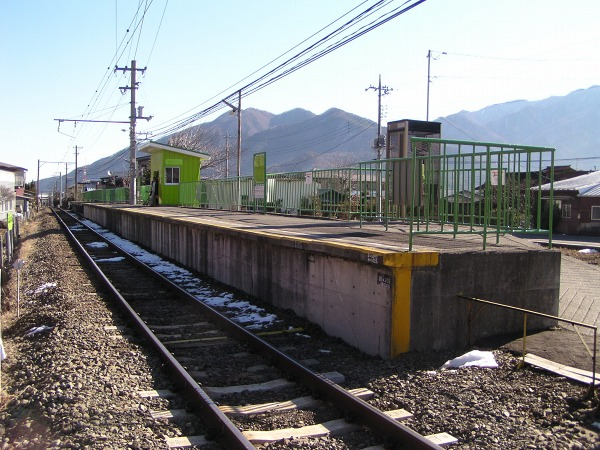
ホーム（2006年2月）

葭池温泉前駅（よしいけおんせんまええき）は、山梨県富士吉田市富士見四丁目にある、富士山麓電気鉄道富士急行線の駅である。駅番号はFJ13。

## 歴史
- 1930年（昭和5年）1月21日：富士山麓電気鉄道の尾垂鉱泉前駅として開業。
- 1939年（昭和14年）までに葭池温泉前駅に改称。
- 1960年（昭和35年）5月30日：社名変更により富士急行の駅となる。
- 2015年（平成27年）3月14日：ICカード「Suica」の利用が可能となる[1]。
- 2022年（令和4年）4月1日：富士急行の鉄道事業分割に伴い、富士山麓電気鉄道の駅となる[2]。

## 駅構造
単式ホーム1面1線を有する地上駅。線路はほぼ北東から南西に走り、ホームは線路の南東側に設けられている。ホームから駅の下吉田方に出るスロープが駅の出入口となっており、簡易Suica改札機も設置されている。
無人駅で駅舎はないが、ホームの上には小さな待合所が設置されている。出口の脇のホーム上には公衆電話が1台設置されている。自動券売機の代わりに乗車駅証明書発行機が設置されている。

## 利用状況
2017年度（平成29年度）の1日平均乗降人員は132人である。
近年の年間乗車人員、乗降人員の推移は以下のとおり。。
| 年度   | 年間 乗車人員 | 年間 乗降人員 |
| ------ | ------------- | ------------- |
| 2002年 | 18,106        | 39,844        |
| 2003年 | 16,454        | 35,168        |
| 2004年 | 15,503        | 32,943        |
| 2005年 | 14,127        | 29,744        |
| 2006年 | 15,610        | 33,585        |
| 2007年 | 17,025        | 36,706        |
| 2008年 | 22,731        | 48,664        |
| 2009年 | 22,082        | 46,818        |
| 2010年 | 18,994        | 40,022        |
| 2011年 | 19,349        | 37,943        |
| 2012年 | 19,595        | 40,523        |

## 駅周辺
富士山の鉱泉である葭之池温泉の最寄り駅であり、駅を出て踏切を渡ると5分ほどで温泉に到達することができる。葭之池温泉は葭池温泉ともいわれ、駅名はこちらからとられた。また古くは尾垂の湯とも呼ばれていたため、戦前はこの駅も尾垂鉱泉前駅という名称であった。
駅の周辺には人家が散在しており、商店や食堂も見られる。国道139号は駅の南300メートルほどのところを通っている。
- 葭之池温泉
- 下ノ水神社
- 中央自動車道・富士吉田バスストップ
- オギノ 富士吉田店

### バス路線
駅から南に約350メートル離れた「富士見町会館前」停留所にて、富士急バスの路線バス（タウンスニーカー）が発着している。
- 中央循環（右回り）：市役所前・市立病院・富士山駅方面
- 中央循環（左回り）：下吉田駅・富士山駅方面

## 隣の駅
富士山麓電気鉄道
■富士急行線
寿駅 (FJ12) - 葭池温泉前駅 (FJ13) - 下吉田駅 (FJ14)